# Symbiocladius wygodzinskyi
Symbiocladius wygodzinskyi är en tvåvingeart som beskrevs av Roback 1965. Symbiocladius wygodzinskyi ingår i släktet Symbiocladius och familjen fjädermyggor. Inga underarter finns listade i Catalogue of Life.